# 安博伊 (內布拉斯加州)
安博伊（英語：Amboy）是位於美國內布拉斯加州韋伯斯特縣的非建制地區。

## 歷史
安博伊的郵局於1879年設立，其後於1890年停運。

## 地理
安博伊所處的海拔為高於海平面525米（即1723英呎），而該地所採用的時區為UTC-6，即北美中部时区（CST）。同時該地設有夏令時間，為UTC-6調快一小時，即UTC-5（CDT）。